# Mitchell Weiser
Mitchell-Elijah Weiser (Troisdorf, Alemania, 21 de abril de 1994) es un futbolista alemán que juega como defensa o centrocampista en el Werder Bremen de la 1. Bundesliga.

## Trayectoria

### FC Colonia
El hijo del exfutbolista alemán Patrick Weiser comenzó su carrera en el departamento de juventud de 1. FC Colonia en la temporada 2005-06. Él ganó su primera copa con el equipo sub-17 en 2011.
Hizo su debut en la Bundesliga, el 25 de febrero de 2012 en un partido contra el Bayer Leverkusen como el jugador más joven del club.

### Bayern de Múnich
El 1 de junio de 2012 se trasladó a Bayern de Múnich, después de haber firmado un contrato hasta 2015. El 2 de enero de 2013, fue cedido a 1. FC Kaiserslautern hasta el final de la temporada.

## Selección nacional
El 10 de enero de 2010 debutó en el sub-16 Alemania del equipo nacional en un 6-0 contra Chipre. Marcó su primer gol con la selección sub-17 el 4 de septiembre de 2010 en un 2-0 ante Azerbaiyán.
Su primer torneo internacional fue el Campeonato Sub-17 de la UEFA de Fútbol Europeo 2011 en Serbia, donde el equipo llegó a la final contra Holanda, perdiendo 2-5. La Copa Mundial Sub-17 Copa del Mundo 2011 en México fue su siguiente torneo con el equipo alcanzando el tercer lugar y Weiser terminar el torneo con tres goles en seis partidos. Su buen desempeño ha llamado la atención de los scouts de todo el mundo. Su estilo de juego y la capacidad han provocado comparaciones con estrellas en Barcelona Dani Alves.
Debutó en el sub-18 del equipo nacional en febrero de 2012.

## Clubes
| Club                             | País     | Año       |
| -------------------------------- | -------- | --------- |
| 1. F. C. Colonia                 | Alemania | 2012      |
| Bayern de Múnich                 | Alemania | 2012-2015 |
| 1. F. C. Kaiserslautern (cedido) | Alemania | 2013      |
| Hertha de Berlín                 | Alemania | 2015-2018 |
| Bayer 04 Leverkusen              | Alemania | 2018-2022 |
| Werder Bremen (cedido)           | Alemania | 2021-2022 |
| Werder Bremen                    | Alemania | 2022-     |

## Palmarés

### Títulos nacionales
| Título           | Club             | País     | Año     |
| ---------------- | ---------------- | -------- | ------- |
| Bundesliga       | Bayern de Múnich | Alemania | 2013-14 |
| Copa de Alemania | Bayern de Múnich | Alemania | 2013-14 |

### Títulos internacionales
| Título            | Club             | País      | Año  |
| ----------------- | ---------------- | --------- | ---- |
| Mundial de Clubes | Bayern de Múnich | Marruecos | 2013 |